# Fantasy Fest

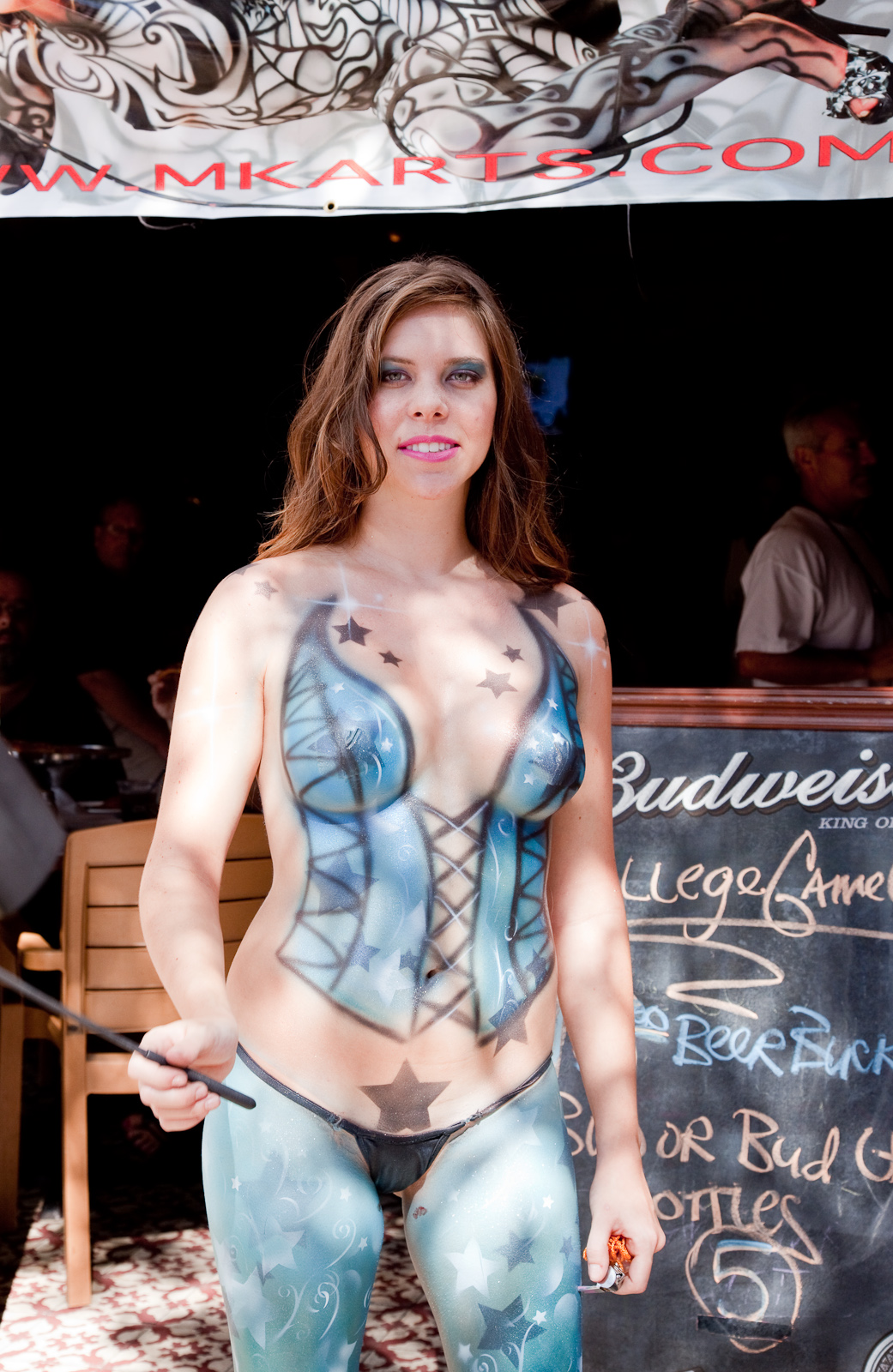
Lễ hội Fantasy Fest năm 2009, giải pháp tổ chức sự kiện Fantasy Fest đã phát huy hiệu quả trong việc thu hút khách du lịch

Fantasy Fest là một bữa tiệc đường phố được tổ chức hàng năm vào tuần cuối cùng của tháng 10 trong năm tại Key West, Florida ở Hoa Kỳ. Sự kiện Fantasy Fest được Bill Conkle, Tony Falcone, Joe Liszka và Frank Romano đồng khởi xướng vào năm 1979 nhằm mục đích để thu hút khách du lịch khi vào mùa thấp điểm mà cần phải hâm nóng bầu không khí sôi động trở lại. Năm 1995, sự kiện này đã có hơn 60.000 người đã tham dự và có 70 xe hoa, ban nhạc, nhóm hóa trang và "nhóm diễn tập không chính thức" (Drill team) trong cuộc diễu hành. Năm 2001, Fantasy Fest ước tính mang lại 35 triệu USD cho khu vực Key West, Florida mỗi năm. Điểm nổi bật của Fantasy Fest là cuộc diễu hành hài hước, bao gồm cả một chiếc xe vương miện mang Vua và Nữ hoàng ốc xà cừ được bầu chọn hàng năm với thiết kế khá phức tạp mà chi phí có thể là $10.000 đến $15.000, chi phí sẽ do các nhóm tham gia và các nhà tài trợ của họ chịu hoàn toàn việc tài trợ và đài thọ. 
Vào tháng 10 năm 2005, sự kiện này bị hoãn lại do sự tàn phá của cơn bão Wilma trên hòn đảo Key West, do đó, thay vì được tổ chức vào thời điểm thông thường gần Halloween, sự kiện này được dời sang tháng 12 cùng năm và được tổ chức ngay trước lễ Giáng sinh, chủ đề năm đó là "Những kẻ lập dị, quái đản và những nữ thần". Sự kiện Fantasy Fest đã được so sánh về quy mô với New Orleans Mardi Gras và Rio Carnival, giống như với New Orleans Mardi Gras được tổ chức tại Bourbon Street ở New Orleans thì sự kiện Fantasy Fest có xu hướng thu hút nhiều người đến tập trung các quán bar dọc theo Phố Duval. Hầu hết các sự kiện đều hướng đến người lớn, tuy nhiên, có những sự kiện thân thiện với gia đình. Hành vi khỏa thân là bất hợp pháp ở Key West nhưng vào hai ngày cuối cùng của sự kiện Fantasy Fest, Thành phố này chỉ định một "Khu vực ảo" trong thành phố nơi phụ nữ có thể để lộ ngực nếu được che phủ thân thể bằng cách vẽ Body Painting. Trang phục mặc tại sự kiện Fantasy Fest thường có hình ảnh khỏa thân và biểu tượng tình dục.